# (241) Германия
(241) Германия (нем. Germania) — астероид главного пояса. Он был открыт 12 сентября 1884 года немецким астрономом Карлом Лютером в обсерватории города Дюссельдорф и назван в честь его родной страны.

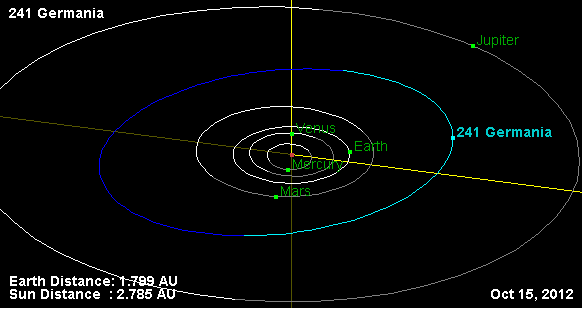
Орбита астероида Германия и его положение в Солнечной системе